# Gymnelia tarapotensis
Gymnelia tarapotensis là một loài bướm đêm thuộc phân họ Arctiinae, họ Erebidae.